# Antero Kivi
Antero Kivi   (Orivesi, 15 d'abril de 1904 - Hèlsinki, 29 de juny de 1981) va ser un atleta finlandès, especialista en el llançament de disc, que va competir durant les dècades de 1920 i 1930.
El 1928 va prendre part en els Jocs Olímpics d'Amsterdam, on guanyà la medalla de plata en la prova del llançament de disc.

## Millors marques
- Llançament de disc. 48,46 m (1931)[1][2]